# Гуче
Гуче — річка в Україні, в межах Іванківського району Київської області, ліва притока Тетерева (басейн Дніпра). Довжина — 2,5 км.
Починається у лісі за 1,5 км на південний захід від села Кухарі. Тече неглибокою улоговиною на схід, протікає південним краєм Кухарів і впадає у Тетерів. 
Між витоком та Кухарями з лівого боку впадає безіменний струмок.
| Річка | Це незавершена стаття про річку. Ви можете допомогти проєкту, виправивши або дописавши її. |